# The herbalist's manual
The herbalist's manual of 本草藥王 is een TVB-serie die op 4 juli 2005 uitkwam. Frankie Lam speelt iemand die uit Ming dynasty komt en de Chinese dokter Li Shizhen is. Michelle Ye, Selena Li, en Kenneth Ma zijn andere hoofdrolspelers.

## Casting
- Frankie Lam
- Michelle Ye
- Selena Li
- Kenneth Ma
- Li Ka Sing
- Liu Kai Chi
- Lau Kong
- Law Koon Lan
- Law Lok Lam
- Lok Ying Kwan
- Ai Wai
- Rebecca Chan
- Joel Chan Shan-Chung